# بحيرة كايوتا
بحيرة كايوتا، هي بحيرة صغيرة تقع في مقاطعة شويلر في نيويورك، في الولايات المتحدة الأمريكية. وهي تقغ داخل بلدة كاثرين، تقع على بعد حوالي 3 ميل (4.8 كـم) شمال أوديسا. يشار إلى البحيرة محليا أيضًا اسم البحيرة الصغيرة.

## أصل الاسم
الاسم «كايوتا» من أصل أمريكي أصلي، يتم مشاركته مع تيار قريب، وبلدة، وهجرة صغيرة. قد يكون الاسم مشتق من كلمة (جيات) («نهر»)، أو من الممكن ان يكون شكلًا تالفًا من (كانياتي) («بحيرة»).و تشمل الاحتمالات الإضافية لأصل الاسم (كيونتون) (" الرماد الشائك ") أو شكل مختصر من (كاياهتان) («البعوض»). كانت البحيرة معروفة أيضًا للأمريكيين الأصليين باسم (جانياتارينج) («عند البحيرة»).
توافقاً مع الأسطورة، سميت البحيرة على اسم أميرة سينيكا، التي أُختطفت من قِبل قبيلة أخرى، مما جعل دموع والدتها تتسبب في تشكيل البحيرة، لا تزال تستخدم في بعض الأحيان، هي «كيوتا».

## وصف
بحيرة كايوتا هي بحيرة يبلغ طولها حوالي ميلين 380 أكر (150 ها) . يصل أقصى عمق لها إلى 26 قدم (7.9 م) ويبلغ متوسط عمقها 14 قدم (4.3 م) .
ترتبط البحيرة بنهر سسكويهانا عن طريق كايوتا كريك، الذي يتدفق من الطرف الجنوبي للبحيرة. تيار التغذية الرئيسي لبحيرة كايوتا هو خليج بحيرة كايوتا وهو الذي يدخل البحيرة من خلال منطقة المستنقعات من الطرف الشمالي ويقع جزء كبير من هذا الشاطئ الشمالي للبحيرة بداخل محمية تسمى محمية ألين.
تحتوي بحيرة كايوتا على نمو كثيف للكثير من النباتات المائيه المغمورة على طول معظم مناطق الساحلية، ولكن بشكل خاص في المياه الضحلة القريبه الطرف الجنوبي للبحيرة. هناك عدة أنواع من الأسماك الرمادية فاتحة اللون، سلسلة البيكريل، باس ارجموث، سمك الفرخ الأصفر، البلوجيل، بذور اليقطين، الكرابي الأسود، صخرة القاروس، بولهيد البني، تشوبسكر، لمعان الذهبي، مصاصة البيضاء، الكارب العادي.

## صيد السمك
توفر بحيرة كايوتا فرص لصيد الأسماك في المياه الدافئة.ويعد لارجموث باس وسلسة البيكريل هي الحيوانات المفترسة الاساسية الموجودة في البحيرة. كشفت دراسة استقصائية حديثة أظهر مسح حديث للصيد أن سمك القاروس ارجموث بوزن خمسة أرطال (2.3كجم)و أكبر يتم صيده في بعض الأحيان. بالإضافة إلى البص والبيكريل، توفر مجموعات العين رمادية فاتحة اللون تنوع إضافي لمصيد الصيد بالصنارة. تتوافر بكثرة الخياشيم، والجثم الأصفر، والكرابي الأسود وتهيمن على صيد سمك البانش. بالإضافة إلى مصايد الأسماك في المياه المفتوحة، توجد فرص للصيد على الجليد داخل بحيرة كايوتا حيث يستهدف الصيادون أنواع البيكيرل والأسماك.
في القديم، لقد كانت القليل من أسماك العين رمادية فاتحة اللون التي تكمل بشكل دوري بالأسماك التي يتم تربيتها في المفرخات مما أدى إلى وجود مصايد كبيرة الحجم. ومع ذلك، مع ذلك فإن الوفرة الطفيفة للأسماك البحرية أثرت سلباً على كل من سمك العين رمادية فاتحة اللون والسمك أبو الشص إلا أن أسماك العين رمادية فاتحة اللون مع انه يتم اصطياد الكبير منها من حين لاخر استطاعت النجاة مع القليل من سمك أبو الشص. في الفترة الأخيرة، نتج عن مشروع بحثي يبحث عن التحكم في تجمعات الأسماك البحرية من مستوى مفترس تخزين أكثر من 250.000 إصبعية من إصبعيات على مدى 5 سنوات تنتهي في عام 2006. على الرغم من عدم تحقيق النتائج المتوقعه، فقد وصلت هذه الأسماك إلى 18 بوصة (46 سـم) الحد الأدنى للحجم وفيرة جدًا، ولكن لا يزال التقاطها صعب.

### الدخول
جزئيه كبيرة من الخط الساحلي عبارة عن ممتلكات خاصة، ومع ذلك، يقع إطلاق قارب عام ملك للدولة على الطرف الشمالي من بحيرة كايوتا على طريق لوخ هايد مقابل طريق كايوتافيل. يوجد هناك منحدر خرساني ورصيف موسمي ومواقف تكفي لـ 15 سيارة ومقطورة.